# Jenő Hubay
Jenő Hubay (15 de setembro de 1858 - Peste, 12 de março de 1937) foi um violinista, compositor e professor de música húngaro. Compôs vários concertos e óperas e enquanto solista foi admirado por Henri Vieuxtemps e Johannes Brahms.

## Política
Jenö Hubay foi opositor do regime comunista no curto período durante o qual o protagonista do Terror Vermelho, Béla Kun, esteve no poder em 1919. Nessa altura Jenö partiu, com toda a família, para a Suíça, e daí organizou a oposição contra o tirano. Após a queda do regime de Béla Kun, regressou à Hungria para reconstruir a Academia de Música, a qual tornou mundialmente conhecida. A sua forte oposição ao regime comunista foi a razão pela qual o Partido Comunista, após a sua tomada do poder em 1945, baniu o seu nome, música e ensinamentos, na Hungria, durante 50 anos. Em 2018 Jenö foi declarado "grande húngaro". .